# Kara-Szoro Özgön
Kara-Szoro Özgön (kirg. Футбол клубу «Кара-Шоро» Өзгөн) – kirgiski klub piłkarski, mający siedzibę w mieście Özgön, w południowo-zachodniej części kraju.

## Historia
Chronologia nazw:
- 2001: Kara-Szoro Özgön (ros. «Кара-Шоро» Узген)
- 2004: FK Özgön (ros. ФК «Узген»)
- 2005: Kara-Szoro Özgön (ros. «Кара-Шоро» Узген)
- 2006: Dostuk Özgön (ros. «Достук» Узген)
- 2007: FK Özgön (ros. ФК «Узген»)
- 2008: Dostuk Özgön (ros. «Достук» Узген)
- 2008: Kara-Szoro Özgön (ros. «Кара-Шоро» Узген)

Piłkarski klub Kara-Szoro został założony w miejscowości Özgön w roku 2001. W 2001 zajął trzecie miejsce w grupie południowej Pierwszej Ligi i w 2002 debiutował w Wyższej Lidze, w której zajął ostatnie 10.miejsce. W 2003 najpierw zajął ostatnie 7.miejsce w grupie południowej, i nie zakwalifikował się do turnieju finałowego. W następnym sezonie 2004 jako FK Özgön występował w Pierwszej Lidze, gdzie był czwarty w grupie B2. W 2005 przywrócił nazwę Kara-Szoro Özgön i kontynuował występy w Pierwszej Lidze, w której zajął końcowe czwarte miejsce w grupie południowej. W 2006 zmienił nazwę na Dostuk Özgön i znów startował w Wyższej Lidze, w której zajął ostatnie 6.miejsce w grupie B. W 2007 ponownie nazywał się FK Özgön. Sezon 2008 rozpoczął jako Dostuk Özgön, ale już w maju 2008 przywrócił nazwę Kara-Szoro Özgön. W 2001, 2002, 2003, 2004, 2005, 2007, 2008 i 2009 klub startował w rozgrywkach Pucharu Kirgistanu, gdzie najlepszym osiągnięciem było dotarcie do 1/4 finału w 2002.

## Sukcesy

### Trofea międzynarodowe
Nie uczestniczył w rozgrywkach azjatyckich (stan na 31-12-2015).

### Trofea krajowe
| \| \| Zdobyte trofea w rozgrywkach Kirgistanu (stan na: 31-12-2015) \| |                                                               |      |                      |
| Rozgrywki                                                              | Osiągnięcie                                                   | Razy | Sezon(y)             |
| Mistrzostwo                                                            | I miejsce                                                     | 0    |                      |
| Mistrzostwo                                                            | II miejsce                                                    | 0    |                      |
| Mistrzostwo                                                            | III miejsce                                                   | 0    |                      |
| Mistrzostwo                                                            | 10.miejsce                                                    | 1    | 2002                 |
| Puchar                                                                 | zdobywca                                                      | 0    |                      |
| Puchar                                                                 | finalista                                                     | 0    |                      |
| Puchar                                                                 | ćwierćfinalista                                               | 1    | 2002                 |
| II liga                                                                | I miejsce                                                     | ?    |                      |
| II liga                                                                | II miejsce                                                    | ?    |                      |
| II liga                                                                | III miejsce                                                   | ?    | 2001 (gr.południowa) |
| Kirgistan                                                              | Zdobyte trofea w rozgrywkach Kirgistanu (stan na: 31-12-2015) |      |                      |

## Stadion
Klub rozgrywa swoje mecze domowe na stadionie Centralnym w Özgönie, który może pomieścić 1000 widzów.